# Аријел (град)
Аријел (хебр. אֲרִיאֵל, арап. اريئيل) град је на Западној обали у Израелу. Налази се отприлике 20 километара источно од зелене линије и 34 километра западно од границе са Јорданом. Основан 1978. године, према попису из 2021. има 19.647 становника, које углавном чине ветерани и млади Израелаци, имигранати који говоре енглески језик и имиграната из бившег Совјетског Савеза, уз додатни прилив од преко 10.000 студената са Универзитета у Аријелу.
Четврто је по величини израелско насеље на Западној обали. Међународна заједница сматра израелска насеља на Западној обали незаконитим по међународном праву, али Влада Израела то оспорава.

## Градови побратими
- Ередија[5]
- Дивљаке
- Мобил[5][6]
- Чадир-Лунга